# Jacques Garnier
Pour les articles homonymes, voir Jacques Garnier (homonymie) et Garnier.
Jacques Garnier est un danseur né le 29 novembre 1940 à Croix-de-Vie (Vendée) et mort le 10 juin 1989 à Paris 12e.

## Biographie
Jacques Garnier commence la danse enfant à Nantes à l'école de danse de Mona Rosalba, puis entre à dix-huit ans au Conservatoire de Paris.
En 1963, il est engagé dans le corps de ballet de l'Opéra de Paris, où il travaille notamment avec Roland Petit, Maurice Béjart et George Balanchine. Il participe, dès 1968, au « Ballet-Studio » fondé par Michel Descombey.
Après un séjour aux États-Unis, où il se forme aux techniques d'Alvin Ailey et de Merce Cunningham, il est invité par Jean Vilar au Festival d'Avignon deux années de suite (1970 et 1971) puis, en 1972, il crée le théâtre du Silence avec Brigitte Lefèvre. Installée à La Rochelle, c'est une des premières compagnies de danse à se « décentraliser » et à mettre à son répertoire des œuvres de chorégraphes américains.
De retour à l'Opéra, Jacques Garnier y fonde le Groupe de recherche chorégraphique de l'Opéra de Paris (GRCOP), pour lequel il invitera, souvent avant les autres, des chorégraphes confirmés et de jeunes créateurs. Il animera le GRCOP jusqu'à sa mort, survenue en 1989.

## Chorégraphies
- 1979 : Score, musique de Steve Lacy, Compagnie le Théâtre du Silence, scénographie de Claude Viseux, Théâtre de la Ville, Paris[3].
- 1994 : Aunis, musique de Maurice Pacher. Danseurs : Kader Belarbi, Jean-Claude Ciappara, Wilfried Romoli ([vidéo] « visionner la vidéo réalisée par Luc Riolon », sur YouTube).